# Cratere Grove

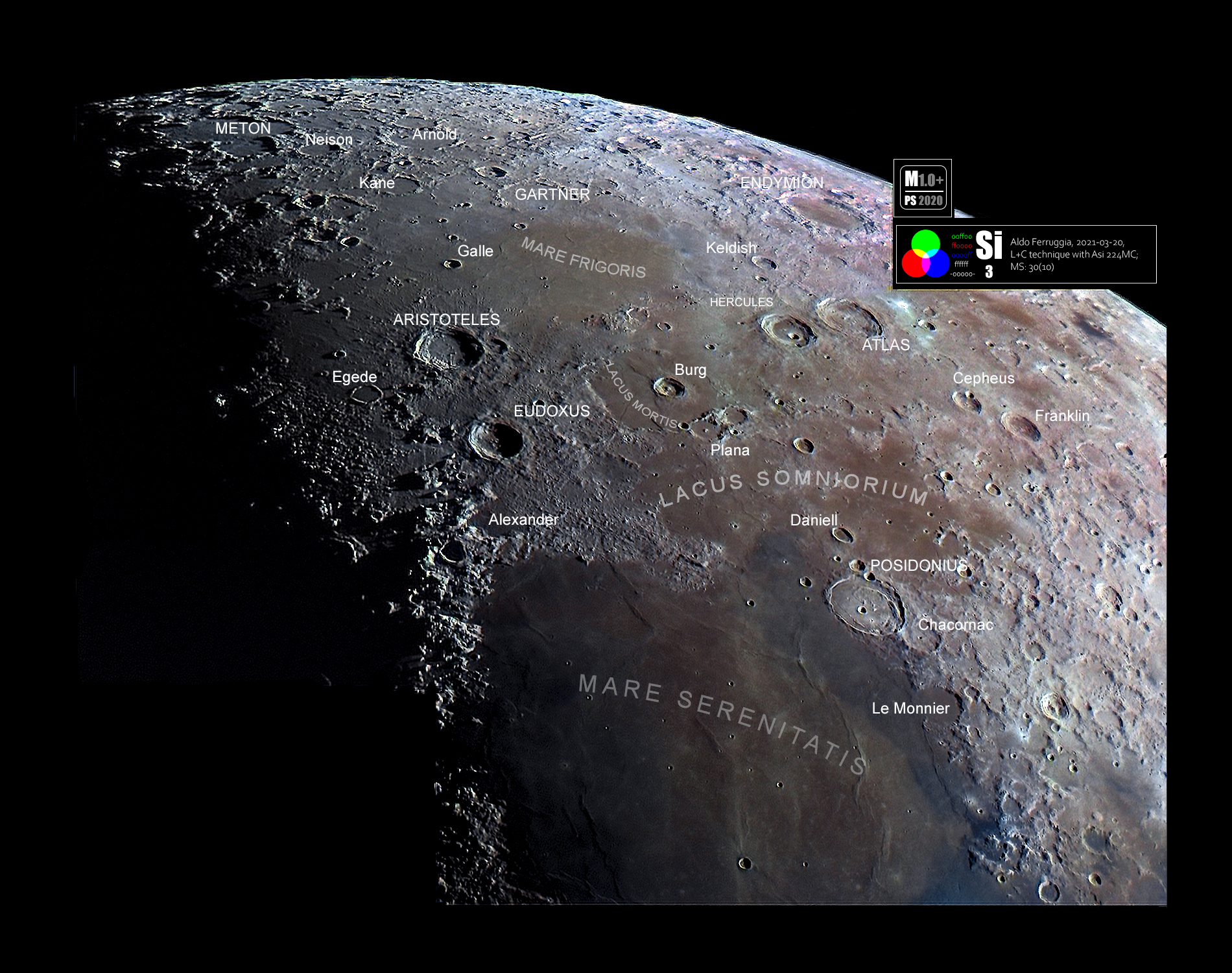
La zona di grove con mineral postprocessing

Grove è un cratere lunare di 28,55 km situato nella parte nord-orientale della faccia visibile della Luna, nella parte settentrionale del Lacus Somniorum, a sudest dei resti del cratere Mason.
Questo cratere ha una forma alquanto allungata con un bordo semplice e definito. Il materiale poco consolidato lungo le pareti interne è precipitato nel fondo, formando un anello attorno alla superficie interna relativamente piatta.
Il cratere è dedicato allo scienziato inglese William Robert Grove.

## Crateri correlati
Alcuni crateri minori situati in prossimità di Grove sono convenzionalmente identificati, sulle mappe lunari, attraverso una lettera associata al nome.
| Grove | Coordinate            | Diametro (in km) |
| ----- | --------------------- | ---------------- |
| Y     | 37°28′12″N 31°43′12″E | 2,93             |